# فاليكسيا ييب
فاليكسيا ييب (بالإنجليزية: Felixia Yeap)‏ هي عارضة أزياء ماليزية. وكانت أول عارضة بلاي بوي ماليزية. في ديسمبر 2013 ظهرت وهي تلبس الحجاب، مما أثار الجدل بين المجتمعات المسلمة وغير المسلمة في بلدها. في 3 يوليو 2014، قالت أنها اعتنقت الإسلام.

## الحياة الشخصية
ولدت فاليكسيا في كوالالمبور، ماليزيا. قبل مهنتها كعارضة أزياء، عملت كمدرسة رياض أطفال. بدات مهنتها كعارضة أزياء في عام 2005. كما ظهرت في مسابقات جمال في ماليزيا.
في ديسمبر عام 2013، بدأت بارتداء الحجاب . وأوضحت في مدونتها الشخصية: «أعتقد أنني أستحق أكثر من مجرد عرض جسدي وأنا أكثر من ذلك» تبعت ذلك لاحقا بإعلانها اعتناق الإسلام.